# Model systémů vnitřní rodiny
Model systémů vnitřní rodiny (IFS – Internal Family Systems Model) je integrativní psychoterapeutický přístup, který v 80. letech vyvinul Richard C. Schwartz. Kombinuje systémové myšlení s názorem, že mysl se skládá z relativně oddělených částí (podosobností), z nichž každá má své vlastní jedinečné kvality a úhly pohledu. IFS využívá psychologii systémů (systems psychology) způsobem, jakým byla vyvinuta pro rodinnou terapii, aby pochopila, jak jsou tyto podosobnosti organizovány. 

## Části mysli
Model IFS předpokládá, že mysl sestává z více částí, jejichž základem je jedincovo jádro či pravé Já (Self). Každá z částí má svou vlastní perspektivu, zájmy, vzpomínky a úhel pohledu. Podoboně jako skuteční členové rodiny, i tyto vnitřní části člověka mohou převzít extrémní role. Základním principem modelu IFS je předpoklad, že každá část má pozitivní záměr, a to i v případech, kdy jsou její akce kontraproduktivní a způsobují dysfunkci. Podle modelu IFS není třeba s těmito částmi bojovat, k něčemu je nutit nebo je dokonce eliminovat – používané metody naopak podporují vnitřní propojení a harmonii, aby se mysl vrátila do rovnováhy.
IFS terapie si klade za cíl léčit poraněné části mysli a obnovit duševní rovnováhu. Prvním krokem jejich léčby je přístoupit k jádru Já, a z tohoto místa jim následně porozumět.
V modelu IFS se části mysli rozlišují na tři obecné typy: 
1. Vyhnanci (Exulanti) představují psychické trauma, často pocházející z dětství, a nesou v sobě bolest a strach. Tito vyhnanci se mohou stát izolovanými od ostatních částí a polarizovat tak celý systém. Manažeři a Hasiči se snaží chránit vědomí člověka tím, že zabraňují tomu, aby se bolest Vyhnanců dostala do povědomí osoby. [5]
2. Manažeři přebírají preemptivní, ochrannou roli. Ovlivňují způsob, jakým osoba interaguje s vnějším světem – chrání ji před újmou a zabraňují tomu, aby bolestivé nebo traumatické zážitky zaplavily její vědomí.
3. Hasiči se objevují tehdy, když se Vyhnanci "vzbouří" a vyžadují pozornost. Snaží se odvést pozornost od zranění a studu Vyhnanců, což v životě osoby vede k impulzivnímu a/nebo nevhodnému chování, jako je například přejídání, užívání drog nebo násilí. Také toho mohou dosahovat nadměrným zaměřením pozornosti na rafinovanější činnosti, jako je workoholismus nebo nadměrné užívání léků.

## Vnitřní systém
Terapie IFS se zaměřuje na vztahy mezi rozličnými částmi mysli a jádrem Já. Cílem je vytvořit kooperativní a důvěřivý vztah mezi Já a každou částí.
Existují tři primární typy vztahů mezi částmi mysli: ochrana, polarizace a spojenectví. 
1. Ochranu zajišťují Manažeři a Hasiči. Mají v úmyslu ušetřit Vyhnance před újmou a chránit jedince před jejich bolestí.
2. Polarizace se vyskytne mezi dvěma částmi, které mezi sebou bojují o to, jak se člověk cítí nebo chová v určité situaci. Každá z těchto částí věří, že jedinec musí jednat tak, jak jedná, aby kontrovala extrémní chování té druhé části. IFS má metodu pro práci s takovými polarizovanými částmi.
3. Aliance se utváři mezi dvěma různými částmi v případech, kdy spolupracují na dosažení stejného cíle.

## Metoda IFS
IFS praktici uvádějí dobře definovanou terapeutickou metodu pro individuální terapii, jež stojí na následujících principech (v tomto popisu se termínem "Ochránce" myslí buď Manažer nebo Hasič):
- Části mysli zastávající extrémní role nesou „břemena“. Jedná se o bolestivé emoce nebo negativní přesvědčení, které na sebe tyto části vzaly v důsledku minulých škodlivých zkušeností, často již v dětství. Tato břemena ale nejsou daným částem vlastní – cílem IFS terapie je tyto části „zbavit břemena", což jim umožňuje převzít svou přirozenou zdravou roli.
- Já je činitelem psychologického léčení. Terapeuti pouze pomáhají svým klientům zpřístupnit Já a zůstat v něm. Poskytují jim vedení na této cestě.
- Ochránci se obvykle nemohou vzdát své ochranné role a transformovat se, dokud se Vyhnanci nezbaví břemena.
- Dokud klient nezíská povolení od Ochránců, kteří ho chrání, nedojde k žádnému pokusu pracovat s Vyhnanci. To údajně činí metodu IFS relativně bezpečnou i při práci s traumatizovanými částmi.
- Já je přirozeným vůdcem vnitřního systému. Nicméně kvůli minulým škodlivým incidentům nebo vztahům zasáhli Ochránci a převzali toto vůdcovství. Jeden Ochránce za druhým se aktivují a přebírají vedení, což způsobuje výše zmiňované dysfunkční chování. Ochránci jsou navíc také často v konfliktu mezi sebou navzájem, což vede k vnitřnímu chaosu nebo stagnaci. Cílem uzdravení je dosáhnout toho, aby Ochránci důvěřovali Já a dovolili mu opět řídit systém a vytvářet vnitřní harmonii.

Prvním krokem je tedy pomoci klientovi získat přístup k Já. V dalším kroku se Já seznámí s Ochráncem (popř. s vícero Ochránci), jeho pozitivním záměrem a vytvoří si s ním důvěryhodný vztah. Následně klient se svolením Ochránce (či Ochránců) přistoupí k Vyhnancům, aby odhalil incident nebo špatný vztah z dětství, který je zdrojem břemene (či břemen), které nese. Vyhnanec je vytažen z minulé situace a veden k uvolnění svých břemen. Nakonec se Ochránce může vzdát své ochranné role, která mnohdy vede k impulzivnímu chování, a převzít roli zdravou. 

## Kritika
Terapeuti Sharon A. Deacon a Jonathan C. Davis tvrdí, že práce částmi mysli může být „pro klienty emocionální a vyvolávající úzkost“. Dále se domnívají, že metoda IFS nemusí dobře fungovat s klienty trpícími bludy, paranoiou či schizofrenií, kteří nemusí být zakotveni v realitě a tudíž by mohli nesprávně zacházet s představou „částí mysli“.